# Lijst van trainers van Racing Waregem
Deze lijst omvat de voetbalcoaches die de Belgische club Racing Waregem hebben getraind.
| Seizoen | Trainer(s) |
| ------- | --- |
| 2020/21 | Jurgen Van Opstaele |
| 2019/20 | Jurgen Van Opstaele |
| 2018/19 | Jurgen Van Opstaele Enzo Vandewalle (tot 5 februari 2019)                                                                        |
| 2017/18 | Enzo Vandewalle Xavier Lemmens (tot 21 november 2017)                                                                            |
| 2016/17 | Xavier Lemmens Nico Cottenier (tot 6 maart 2017)                                                                                 |
| 2015/16 | Nico Cottenier |
| 2014/15 | Nico Cottenier |
| 2013/14 | Jerry Vanacker Andy Vervenne (tot 2 oktober 2013)                                                                                |
| 2012/13 | Dirk Callens Pedro Vermeulen (tot 11 april 2013) Rik Van de Velde (tot 14 maart 2013) Kristof D'Hollander (tot 28 december 2012) |
| 2011/12 | Kristof D'Hollander Drazen Kukuric (tot 27 november 2011)                                                                        |
| 2010/11 | Kris Van Der Haegen |
| 2009/10 | Dieter De Pessemier Gaby Demanet (tot 16 februari 2010)                                                                          |
| 2008/09 | David Gevaert |
| 2007/08 | David Gevaert |
| 2006/07 | Gaby Demanet Franky Dekenne (tot 19 december 2006)                                                                               |
| 2005/06 | Franky Dekenne |
| 2004/05 | Franky Dekenne |
| 2003/04 | Franky Dekenne |
| 2002/03 | Stefaan Depraetere & Pascal D'Haene Beni Vervaeke                                                                                |
| 2001/02 | Beni Vervaeke |
| 2000/01 | Beni Vervaeke |
| 1999/00 | Etienne Bulcaen |
| 1998/99 | Gerrit Laverge |